# GS Dogana
Der Gruppo Sportivo Dogana ist ein Mehrspartenverein aus der san-marinesischen Ortschaft Dogana.

## Geschichte
Der Verein wurde 1970 gegründet. Die Fußballabteilung nahm von 1985 bis 1987 zwei Jahre lang am Ligabetrieb der nationalen Meisterschaft, dem Campionato Sammarinese di Calcio, teil. 1977 und 1979 gewann sie die Coppa Titano.
Im Jahr 2000 schloss sich die Fußballabteilung mit jener der SS Juvenes Serravalle zum AC Juvenes/Dogana zusammen.

## Erfolge
- Coppa Titano: 1977, 1979